# Intelligibilité
 (janvier 2025).
L'intelligibilité est la possibilité, pour un phénomène, d'être saisi par l'intellect, l'esprit, la raison. On dit alors d'un phénomène qu'il est ou non intelligible. Cette possibilité serait essentiellement héritière du platonisme, d'après le philosophe Friedrich Nietzsche, lequel s'alarme dans les deux volumes de Humain, trop humain, du « tout-intelligible ».
Depuis l'apparition de la psychologie, de la psychanalyse, des sciences cognitives, et après les désillusions positivistes consécutives à la Première Guerre mondiale et à la Seconde Guerre mondiale, cette prétention intellectuelle est remise en cause[réf. nécessaire].